# 마르쿠스 클라우디우스 프론토
마르쿠스 클라우디우스 프론토 (Marcus Claudius Fronto, 서기 170년 전사)는 안토니누스 피우스 (재위 138년-61년), 마르쿠스 아우렐리우스 (재위 161년-80년), 루키우스 베루스 (재위 161년-69년) 등 로마 황제 재위 기간 로마의 원로원 의원이자 집정관, 장군이다.

## 어린 시절
프론토의 초기 생애에 대해서는 그의 가문이 소아시아를 기원으로 한다는 점과 그의 아버지 티베리우스 클라우디우스 프론토가 로마 원로원 의원이었다는 점들을 제외하면 알려진 것이 없다. 프론토는 따라서 대부분의 주요 군사 및 행정 직위들을 채운 약 600여 개의 고위 신분과 부유한 엘리트 계층들인 '원로원 계급' (ordo senatorius)으로 태어났다. 프론토는 군사 및 행적 직위들이 섞여 있는 전형적인 원로원 계급의 '쿠르수스 호노룸'을 추구하였다.

## 정치 경력
정치적 생애 면에서, 프론토는 20년대 초에 사법 업무를 다루는 '데켐비리 스틀리티부스 유디칸디스'(법적 문제를 심판하는 임무를 맡은 10인 위원회)의 소속 위원으로 활동하였다. 그는 재무관들 (최소 나이가 25세 이상) 중 매년마다 원로원 의원들에게 선발된 20명의 후보군들 중 한 명으로써 원로원에 진출하는, 일반적 방식을 통해 원로원에 들어갔다. 그 다음으로 그는 귀족 조영관 중 '아브 악티스 세나투스'(원로원의 칙령 작성 담당)와 법무관으로 일했다. 그의 정치 경력 정점은 165년 혹은 166년에 보좌 집정관으로 선출된 것이었다.
(참조: 프론토가 역임했던 지위들은 로마 공화정 시대의 1년짜리 행정 직위들인 옛 정무관 직위들이었다. 제정 시대에 들어, 이 직위들은 로마라는 국가가 여전히 공화정이라는 공식적인 허구 때문에 남아있었긴 하나, 그 기능은 로마시 행정에 국한되어 있었다. 그럼에도, 원로원 내 연공서열과 속주 총독직 직위에 있어 적격성 들을 이유로 이 직위들은 경력 승진에 있어 중요한 위치를 유지하였다. 보좌 집정관직은 법무관 직위의 원로원 의원들을 위해 남겨준 자리로 즉 법무관 직위에 있던 사람들이 맡았던 자리였다).
파르티아 전쟁에서 돌아온 뒤, 프론토는 로마내 공공 시설 유지 업무를 맡았던 두 명으로 이뤄진 '쿠라토레스 오페룸 에트 로코룸 푸블리코룸'(curatores operum et locorum publicorum, 공공 사업 및 장소들의 감독관들) 중 한 명으로 일했다.

## 군인 경력
군인의 측면으로서, 원로원 의원들의 아들들의 일반적인 진로는 20대 초에 데켐비리 직위와 로마 원로원 입회 사이 기간에 군 경력을 얻기 위해서 '레가투스 레기오니스'(군단장)의 참모 중 하나인 트리부누스 밀리툼 (트리부누스 밀리툼 라티클라비우스)으로서 대략 3년간 복무를 하였다. 프론토가 이런 과정을 밟았을 것으로 보이나, 이에 대해 남아있는 기록은 없다. 법무관직을 마친 뒤 (30대 초), 프론토의 기록상 첫 사령관급 지휘관 보직은 안토니누스 피우스 황제 때 (재위 138년-161년) 클라우디아 제11군단의 군단장이었다. 이 군단은 서기 104년부터 도나우강 하류의 모이시아 인페리오르에 있는 두로스토룸에 영구 배치되어 있었다.

### 파르티아 전쟁(161년–166년)
마르쿠스 아우렐리우스의 파르티아 전쟁 (161년-166년) 기간, 프론토는 초기에 '미네르비아 제1군단을 지휘했었고, 162년에 그는 직접 게르마니아 수페리오르의 라인강 지역에 위치한 본나의 군단 기지에서 직접 군단을 이끌고 동방 국경으로 장기간의 행군을 하였다. 이 전쟁에서, 그는 이 군사 활동의 명목상 최고 지휘관인 루키우스 아우렐리우스 베루스한테 '코로나 무랄리스' (성벽관, 적의 성벽에 처음으로 오른 자에게 주어지는 성벽 모양을 한 금으로 된 관이며 성벽에 처음으로 오른 자가 살아있는 것은 극히 어렵기에 수여가 매우 드물었다), '코로나 발라리스'(요새관), '코로나 아우레아'(황금관), 그리고 네 번의 '하스타이 푸라이'(소형의, 금으로 된 창) 등 여러 무공 훈장들을 받았으며 또한 그는 벡실리아(금으로 된 실로 수를 놓은, 지휘관 기)를 네 번 부여받았다. 163년에, 프론토는 아르메니아, 오스로에네, 안테무시아 등 동방 속주들에 대한 로마 병력들의 원수 ('레가투스 아우구스티 프로 프라이토레') 계급으로 진급하였다.
165/6년에, 집정관으로 있던 프론토에게 마르쿠스 아우렐리우스가 새롭게 창설한 군단들인 이탈리카 제2군단과 이탈리카 제3군단 등을 위한 이탈리아인 젊은이들의 모집을 감독하는 일이 맡겨졌다.

### 마르코만니 전쟁(166년–170년)

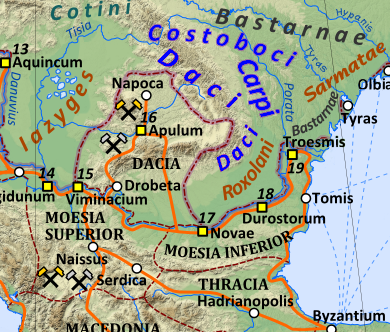
2세기 당시 로마 제국의 다뉴브강 하류 지역 속주들과 그 주변 야만족들을 나타내고 있는 지도. 169-70년에 모이시아 수페리오르와 다키아 등의 총독이던 프론토는 아풀룸, 비미나키움, 싱기두눔에 배치된 군단들의 지휘를 맡았다

로마인들에게는 게르만 및 사르마티아 전쟁(bellum Germanicum et Sarmaticum)이라 알려진, 마르코만니 전쟁 초기 기간인 166년–70년에, 프론토는 까다로운 다뉴브 국경 전선의 야전군 원수로 있었다. 그는 166–8년에 '사르마티아 철각'(헝가리 평원, 로마가 지배하는 판노니아와 다키아 사이에 있었으며, 사르마티아족계 부족인 야지게스족의 지배를 받았던 지역이라 이렇게 불렸다)을 바라보고 있는 모이시아 인페리오르 총독이었다. 168년에, 그는 베루스의 '코미테스' (comites, 고위 참모) 신분으로 시르미움으로 향하는 공동 황제 M. 아우렐리우스와 루키우스 베루스와 동행했다. 169년에, 황제들은 로마군을 황폐화하고 있던 치명적인 천연두성 전염병인 안토니누스 역병을 피하기 위해 로마로 돌아기기로 결정하였다 (그럼에도 베루스는 로마로 복귀 중에 이 질병으로 사망했다). 프론토는 전방에 남아 있었다. 이웃한 속주인 트레스 다키아이의 총독 섹스투스 칼푸르니우스 아그리콜라가 사망하면서 (전사 혹은 역병으로), 다키아 아풀렌시스가 그의 통제권에 추가되었고 그 다음에는 트레스 다키아이 전체도 추가되었다. 이 시점에서, 프론토의 총지휘권에는 총합 50,000명이 넘어가는, 군단 네 개와 대략 60여 개의 보조군 연대로 구성되어 있을 것이다.
이 시기에, 프론토의 전선에서는 심각한 충돌이 있었으나, 이에 대한 상세한 내용은 전체적으로 부족하다. 프론토의 교전 상대는 야지게스족과 이웃한 게르만 부족들, 그 중에서도 다키아 서부와 북부 국경을 위협하던 콰디족이었다. 프론토의 묘비 기록들은 그가 게르만족과 야지게스족을 상대로 수 많은 승전을 이뤄냈다 (aliquot secunda proelia adversus Germanos et Iazyges)라고 기록한다. 하지만 170년에 프론토의 운도 다하고 마는데, "그는 마지막 한 숨결까지 공화국을 위해 용감히 싸우다 쓰러졌다" ('ad postremum pro re publica fortiter pugnans ceciderit').

## 기념비
국가에 대한 그의 노고를 인정하며, 원로원은 트라야누스 포룸에 프론토의 '스타투아 아르마타'(statua armata, 무장한 조각상/ 창을 쥐고 있는 나체 청동상)을 세우자는 황제의 제안을 승인하였다.